# Associazione Calcio Sangiovannese 2006-2007
Questa pagina raccoglie le informazioni riguardanti l'Associazione Calcio Sangiovannese nelle competizioni ufficiali della stagione 2006-2007.

## Rosa
| N. |                      | Ruolo | Calciatore          |
| -- | -------------------- | ----- | ------------------- |
|    | Argentina (bandiera) | D     | Carlos Aurellio     |
|    | Italia (bandiera)    | A     | Francesco Baiano    |
|    | Italia (bandiera)    | C     | Simone Basso        |
|    | Italia (bandiera)    | D     | Mirko Bertoncini    |
|    | Francia (bandiera)   | C     | Rodrigue Boisfer    |
|    | Italia (bandiera)    | C     | Cristiano Caleri    |
|    | Italia (bandiera)    | A     | Lorenzo Dal Rio     |
|    | Italia (bandiera)    | P     | Roberto De Juliis   |
|    | Italia (bandiera)    | D     | Francesco Di Bari   |
|    | Italia (bandiera)    | P     | Giuseppe Di Masi    |
|    | Italia (bandiera)    | A     | Francesco Di Paola  |
|    | Argentina (bandiera) | A     | Sebastian Ferrero   |
|    | Francia (bandiera)   | C     | Gaël Genevier       |
|    | Italia (bandiera)    | C     | Samuele Grassi      |
|    | Italia (bandiera)    | A     | Matteo Guazzo       |
|    | Italia (bandiera)    | C     | Antonio La Fortezza |
|    | Italia (bandiera)    | C     | Antonio Leto        |

| N. |                   | Ruolo | Calciatore            |
| -- | ----------------- | ----- | --------------------- |
|    | Italia (bandiera) | D     | Alberto Malusci       |
|    | Italia (bandiera) | A     | Mattia Menichini      |
|    | Italia (bandiera) | C     | Alessio Morelli       |
|    | Italia (bandiera) | D     | Gianluca Nocentini    |
|    | Italia (bandiera) | A     | Leonardo Pettinari    |
|    | Italia (bandiera) | C     | Andrea Pintori        |
|    | Italia (bandiera) | C     | Gianluca Porro        |
|    | Italia (bandiera) | D     | Ruggero Radice        |
|    | Italia (bandiera) | D     | Davide Salvatori      |
|    | Italia (bandiera) | A     | Vincenzo Sarno        |
|    | Italia (bandiera) | C     | Marco Scarnato        |
|    | Italia (bandiera) | D     | Gianbattista Scugugia |
|    | Italia (bandiera) | A     | Andrea Tacconelli     |
|    | Italia (bandiera) | D     | Andrea Turato         |
|    | Italia (bandiera) | P     | Gianluca Vivan        |
|    | Italia (bandiera) | A     | Marco Zirilli         |

## Risultati

### Campionato

#### Girone di andata
| 3 settembre 2006 1ª giornata | Monza | 4 – 1 | Sangiovannese |  |

| 10 settembre 2006 2ª giornata | Sangiovannese | 1 – 2 | Massese |  |

| 17 settembre 2006 3ª giornata | Lucchese | 2 – 0 | Sangiovannese |  |

| 24 settembre 2006 4ª giornata | Sangiovannese | 1 – 1 | Pistoiese |  |

| 1º ottobre 2006 5ª giornata | Sangiovannese | 2 – 1 | Venezia |  |

| 8 ottobre 2006 6ª giornata | Pro Patria | 3 – 1 | Sangiovannese |  |

| 15 ottobre 2006 7ª giornata | Sangiovannese | 2 – 1 | Padova |  |

| 22 ottobre 2006 8ª giornata | Pavia | 2 – 1 | Sangiovannese |  |

| 29 ottobre 2006 9ª giornata | Sangiovannese | 3 – 1 | Ivrea |  |

| 5 novembre 2006 10ª giornata | Pizzighettone | 1 – 1 | Sangiovannese |  |

| 12 novembre 2006 11ª giornata | Novara | 3 – 1 | Sangiovannese |  |

| 19 novembre 2006 12ª giornata | Sangiovannese | 1 – 0 | Cremonese |  |

| 26 novembre 2006 13ª giornata | Grosseto | 2 – 1 | Sangiovannese |  |

| 3 dicembre 2006 14ª giornata | Sangiovannese | 1 – 1 | Pisa |  |

| 10 dicembre 2006 15ª giornata | Pro Sesto | 1 – 2 | Sangiovannese |  |

| 17 dicembre 2006 16ª giornata | Sangiovannese | 2 – 2 | Cittadella |  |

| 23 dicembre 2006 17ª giornata | Sassuolo | 0 – 1 | Sangiovannese |  |

#### Girone di ritorno
| 14 gennaio 2007 18ª giornata | Sangiovannese | 1 – 0 | Monza |  |

| 21 gennaio 2007 19ª giornata | Massese | 3 – 3 | Sangiovannese |  |

| 28 gennaio 2007 20ª giornata | Sangiovannese | 0 – 0 | Lucchese |  |

| 4 febbraio 2007 21ª giornata | Pistoiese | 2 – 1 | Sangiovannese |  |

| 11 febbraio 2007 22ª giornata | Venezia | 2 – 1 | Sangiovannese |  |

| 18 febbraio 2007 23ª giornata | Sangiovannese | 1 – 1 | Pro Patria |  |

| 25 febbraio 2007 24ª giornata | Padova | 2 – 0 | Sangiovannese |  |

| 4 marzo 2007 25ª giornata | Sangiovannese | 1 – 1 | Pavia |  |

| 18 marzo 2007 26ª giornata | Ivrea | 1 – 1 | Sangiovannese |  |

| 25 marzo 2007 27ª giornata | Sangiovannese | 3 – 0 | Pizzighettone |  |

| 1º aprile 2007 28ª giornata | Sangiovannese | 0 – 1 | Novara |  |

| 7 aprile 2007 29ª giornata | Cremonese | 0 – 4 | Sangiovannese |  |

| 15 aprile 2007 30ª giornata | Sangiovannese | 1 – 2 | Grosseto |  |

| 22 aprile 2007 31ª giornata | Pisa | 1 – 0 | Sangiovannese |  |

| 29 aprile 2007 32ª giornata | Sangiovannese | 0 – 3 | Pro Sesto |  |

| 6 maggio 2007 33ª giornata | Cittadella | 2 – 0 | Sangiovannese |  |

| 13 maggio 2007 34ª giornata | Sangiovannese | 2 – 3 | Sassuolo |  |